# خدعة

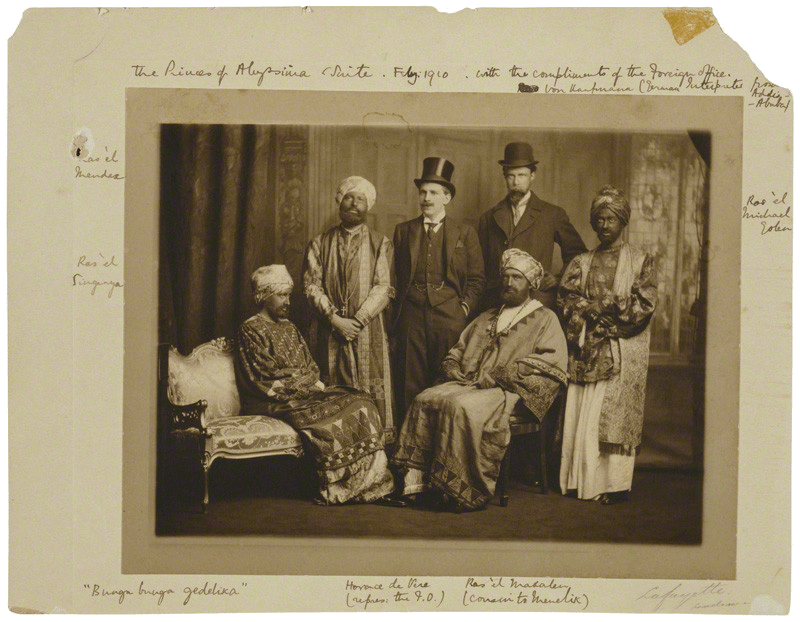
خادعوا المدرعة البحرية في الحبشي ؛ الملتحي على أقصى اليسار هو في الواقع الكاتبة فرجينيا وولف.

الخُدعة هي باطل مختلق عمداً ليبدو كالحقيقة. يمكن تمييزها عن الأخطاء في المراقبة أو الحُكم،  أو الشائعات، الأساطير الحضرية، العلم الزائف أو كذبة أبريل، الأحداث التي تمر بحسن نية من قِبل المؤمنين بها أو كدعابات.

## تعريف

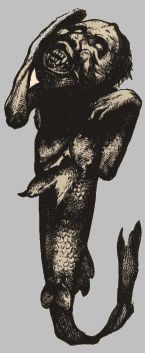
بارنوم - حورية بحر فيجي (1842)

عرّف روبرت نيرز كلمة خدعة بمعنى «الغش»، التي يرجع تاريخها من كتاب توماس آدي 1656 شمعة في الظلام، أو مقال عن طبيعة السحرة والسحر.
يستخدم مصطلح خدعة أحياناً في إشارة إلى الأساطير الحضرية والشائعات؛ لكن الفولكلوري جان هارولد برنفند يرى أن معظمها يفتقر إلى الأدلة على تعمّد خلق باطل وأنها تمرر بحسن نية من قبل المؤمنين بها أو كدعابات، لذا يستحسن استخدام المصطلح فقط للذين يُظن منهم محاولة واعية للخداع. أما بالنسبة للكلمة القريبة منها مزحة، يقول برنفند أنه رغم وجود حالات تتداخل فيها الكلمتان، خدعة يميل إلى الإشارة إلى "افتراءات معقدة نسبياً على نطاق واسع» ويتضمن خداعاً يتجاوز مجرد اللعب و «يسبب خسارة مادية أو ضرراً للضحية».
وفقا للبروفسورة ليندا وولش من جامعة نيفادا رينو، بعض الخدع مثل احتيال البورصة العظيم 1814، الموصوفة بأنها خدعة من قِبل المعلقين المعاصرين —مالية بالطبيعة، والخادعون الناجحون—مثل بارنوم الذي ساهمت حورية بحر فيجي  في ثروته—في كثير من الأحيان ينالون مكاسب مالية أو شهرة من خلال الافتراءات، وبالتالي فإن الفرق بين الخدعة و الاحتيال ليس واضحاً بالضرورة. أليكس بويس، خالق متحف الخدع يقول أن الفرق الوحيد بينهما هو رد فعل الجمهور، لأن الغش يمكن أن يصنف كخدعة عندما تخلق طريقته للحصول على مكسب مالي تأثيراً عاماً واسعاً أو تخالج مخيلة الجماهير.

## نبذة تاريخية
يُقال إن كتاب المحتالين (نحو 1617) لتشانغ ينغ يو، والذي نُشر خلال عهد سلالة مينغ اللاحقة، يُعد أول مجموعة من القصص الصينية عن الاحتيال والنصب والخدع وأشكال أخرى من الخداع. وُجدت المقالب المضحكة منذ آلاف السنين غالبًا، إلا أن قضية عازف طبول تيدورث عام 1661 تُعتبر إحدى أقدم الخدع في التاريخ الغربي. يمكن تنفيذ الخدع بأي طريقة تقريبًا تخول الفرد توصيل قصة خيالية: شخصيًا وعبر الكلام الشفهي وعبر الكلمات المطبوعة على الورق وما إلى ذلك. زادت سرعة انتشار الخدع مع تقدم تقنيات الاتصال: تؤثر شائعة عن عازف الطبول الشبح، بعد انتشارها عبر الكلام الشفهي، على منطقة صغيرة نسبيًا في البداية، ثم يتسع نطاق تأثيرها تدريجياً. على أي حال، يمكن أن تنتشر الخدع أيضًا عبر رسالة متسلسلة، والتي أصبح استخدامها أسهل مع انخفاض تكلفة إرسال الرسالة بالبريد. أدّى اختراع المطبعة في القرن الخامس عشر إلى خفض تكلفة الكتب والكتيبات المنتجة بكميات كبيرة، وخفّضت آلة الطباعة الدوارة في القرن التاسع عشر السعر أكثر (انظر الصحافة الصفراء). خلال القرن العشرين، وجدت الخدع سوقًا جماهيريًا لها في صحف السوبر ماركت، وبحلول القرن الحادي والعشرين ظهرت مواقع إخبارية مزيفة تنشر الخدع عبر وسائل التواصل الاجتماعي (بالإضافة إلى استخدام البريد الإلكتروني كنوع حديث من الرسائل المتسلسلة).

## علم أصول الكلمات
يقول عالم اللغة الإنجليزي روبرت ناريس (1753-1829) أن كلمة خدعة قد استُخدمت في أواخر القرن الثامن عشر كترخيم للفعل خدع (بالإنجليزية: hocus) والذي يعني «أن تغش»، أو «أن يفرض على» أو «الارتباك غالبًا بسبب الخمور المخدرة» (وفقًا لميريام وبستر). يُعتبر هذا الفعل جزءًا من التعويذة السحرية (Hocus-pocus)، ذات الأصل المتنازع عليه.

## أنواع الخدع
تتنوع الخدع على نطاق واسع في صنعها وانتشارها وتعزيزها بمرور الوقت. تشمل الأمثلة عليها ما يلي:
- الخدع الأكاديمية
- الخدع الدينية
- الخدع التي تُنفّذ في المناسبات الملائمة اجتماعيًا، مثل يوم كذبة أبريل
- الخدع الإجرامية، مثل قضية جون صموئيل هامبل، المعروف أيضًا باسم ويرسايد جاك. تسهم الخدعة الإجرامية في إضاعة الوقت خلال تحقيقات الشرطة وتبذير الأموال عبر الاتصالات المزعومة من المجرم الفعلي. بمجرد القبض على منفذ الخدعة الإجرامية، يُتّهم بموجب القوانين الجنائية بتحريف مسار العدالة.
- خُدع علماء الأنثروبولوجيا «باكتشاف إنسان بلتداون» الذي صدّقه كثيرون على نطاق واسع بين عامي 1913 و1953.
- تنتشر الابوكريفا المزعومة التي تنشأ كخدعة بصورة واسعة بين أعضاء حضارة أو منظمة ما، وتصبح راسخةً نتيجة تكرارها بحسن نية ومن ثم انتقالها بين الآخرين، وتستمر صحتها المزعومة بعد وفاة أصحاب الخدعة أو رحيلهم.
- تتشكل الخدع عبر إجراء تغييرات طفيفة أو متزايدة بصورة تدريجية في عظة ما أو مطالب أخرى يجري تداولها على نطاق واسع لأغراض مشروعة.

## الأخبار المزيفة
تنشر الأخبار المزيفة (يُشار إليها أيضًا باسم أخبار الخدع) الخدع عمدًا وقد تهدف إلى الدعاية أو التضليل -استخدام وسائل التواصل الاجتماعي لزيادة حركة مرور الويب وتضخيم تأثيرها. على عكس الهجاء الإخباري، تسعى مواقع الأخبار الزائفة إلى تضليل القراء بدلاً من تسليتهم لتحقيق مكاسب مالية أو سياسية.